# 오키나와 전적 국정공원

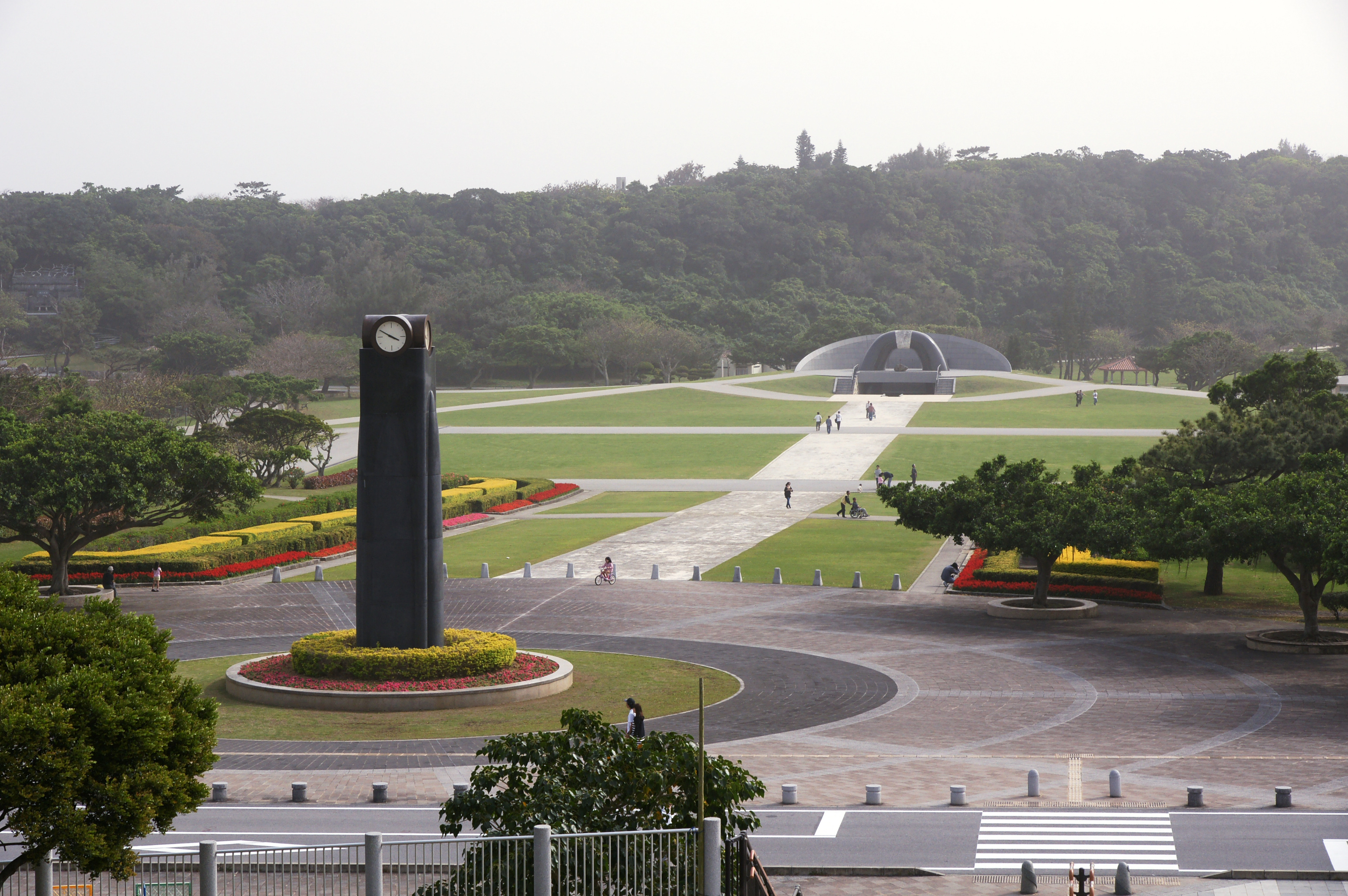
오키나와 전적 국립공원

오키나와 전적 국정공원(일본어: 沖縄戦跡国定公園)은 일본 오키나와현 오키나와 남단 부, 이토만시와 시마지리군 야에세정에 걸쳐있는 2차 세계 대전 (오키나와 전투)의 전쟁터와 자연 경관을 가진 국립공원이다. 오키나와 전적 국립공원에는 많은 위령 시설 · 기념비 · 위령탑이있으며, 기념비 · 위령탑 수는 중요한 것만 100여점에 이른다. 국립공원 내의 평화기념공원(平和祈念公園)이 잘 알려져 있다.

## 같이 보기
- 일본의 국립공원
- 오키나와 해안 국정공원
- 오키나와 전투